# Tonchy Antezana
Sergio Antonio Antezana Juárez (Oruro, Bolivia; 7 de febrero de 1951)  conocido como Tonchy Antezana, es un director de cine y guionista boliviano.
Defensor e impulsor de la realización y producción de cine en Bolivia, su obra está estrechamente ligada a la realidad social contemporánea boliviana así como su cultura y tradiciones. Su trabajo cinematográfico ha sido objeto de diversos premios internacionales, entre los cuales el premio al “Mejor Director Internacional” en el Festival Internacional de Cine Independiente de Nueva York 2009. Ha sido reconocido en su país con el Premio Plurinacional de Culturas 2009.
Desde el año 2012, el director Tonchy Antezana preparó su película Boquerón en coproducción con Paraguay, sobre la cruenta batalla del Fortín Boquerón, de la Guerra del Chaco. Durante 2015 se encontraba en proceso de postproducción.

## Filmografía
| Año  | Trabajo     | Notas                                                     |
| 1987 | Oro Verde   | Guion, Asistencia de Dirección. 12 capítulos de una hora. |
| 1988 | Dos caminos | Guion, Dirección. 25 capítulos de media hora              |
| 1989 | Coca        | Guion, Dirección . 24 capítulos de una hora.              |

- La decisión: Video film. Guion, Dirección. 90 minutos.
- Viernes de soltero: Video film. Guion, Dirección.  90 minutos.
- Nostalgias de rock (2004): Cine digital. Dirección, Producción, Dirección de Fotografía, Edición. 107 minutos.
- Un sueño una pesadilla: Cortometraje. Guion, Dirección de fotografía,  Dirección.
- Nuestro bosquecillo: Cortometraje. Guion, Dirección de Fotografía,  Dirección.
- Evo Pueblo (2007): Guion, Dirección. 102 minutos.
- El cementerio de los elefantes (2008): Dirección, Guion, Dirección de Fotografía. 81 minutos.
- Gud Bisnes (2010): Guion, Dirección.
- Boquerón (2016): Dirección, Guion, Dirección de Fotografía.